# Уоллес и Громит: Проклятие кролика-оборотня
«Уо́ллес и Гро́мит: Прокля́тие кро́лика-о́боротня» (англ. Wallace & Gromit: The Curse of the Were-Rabbit) — анимационный комедийный фильм 2005 года, снятый Ником Парком и Стивом Боксом, в котором участвуют персонажи Парка — Уоллес и Громит. Фильм был снят DreamWorks Animation в сотрудничестве с Aardman Animations и стал вторым полнометражным фильмом Aardman после «Побега из курятника» (2000).
«Проклятие кролика-оборотня» — пародия на классические фильмы о монстрах и фильмы ужасов Hammer. Фильм посвящен добродушному, но эксцентричному изобретателю Уоллесу (озвучивает Питер Саллис) и его умной, но немой собаке Громиту в их последнем начинании в качестве агентов по борьбе с вредителями. Они приходят на помощь своему городу, который терзают кролики, перед ежегодным конкурсом гигантских овощей. Однако вскоре дуэт сталкивается с гигантским кроликом-драчуном, который пожирает урожай города. В актёрском составе озвучивания присутствуют Хелена Бонэм Картер, Рэйф Файнс и Питер Кей.
Премьера фильма состоялась в Сиднее, Австралия, 4 сентября 2005 года, а затем он был выпущен в кинотеатрах в США 7 октября 2005 года и в Великобритании 14 октября 2005 года. Хотя фильм был признан кассовым разочарованием в США компанией DreamWorks Animation, он был более коммерчески успешным на международном уровне. Он также получил признание критиков и завоевал ряд наград, включая премию «Оскар» за лучший анимационный фильм, что сделало его первым фильмом с покадровой анимацией, который выиграл. Второй полнометражный фильм, «Уоллес и Громит: Самая дикая месть», был выпущен в 2024 году.

## Сюжет
В городе Вест Валлаби приближается ежегодный конкурс гигантских овощей. Небольшая фирма «Антигрыз» («Anti-Pesto»), в штат которой входят изобретатель Уоллес и его пёс Громит, помогает местным жителям в борьбе с грызунами. Каждую ночь «Антигрыз» спасает тот или иной овощ — фаворит будущего состязания. Освобождая очередной сад от нашествия кроликов, Уоллес влюбляется в Леди Тоттингтон — владелицу роскошного поместья.
Однако успешный бизнес главных героев ставит перед ними новую задачу: содержание пойманных кроликов. Уоллес находит решение: с помощью изобретённой им машины манипулирования сознанием он собрался внушить кроликам отказаться от поедания овощей и перейти на другую пищу, после чего их можно будет выпускать обратно на волю. Вместо этого эксперимент терпит фиаско: Уоллес случайно выводит машину из строя, а один из кроликов получает копию личности гениального изобретателя.
В это же время в городе появляется Кролик-оборотень — огромный зверь, пожирающий овощи местных жителей. Пытаясь поймать кролика-оборотня и завоевать сердце Леди Тоттингтон, Уоллес вступает в борьбу с богатым заносчивым лордом-охотником Виктором Куотермейном, мечтающим жениться на леди и решающим все проблемы выстрелами из своего ружья.
После ночной погони за оборотнем Громит делает открытие: кроликом-оборотнем становится Уоллес с наступлением темноты. Так подействовал на него неудачный эксперимент по перевоспитанию кроликов.
Во время финальной церемонии награждения конкурса Гигантских овощей Уоллес появляется в виде кролика-оборотня. Когда Виктор начинает преследовать его, кролик-оборотень хватает леди Тоттингтон и уносит её. Леди Тоттингтон понимает, что кролик-оборотень — Уоллес, и обещает защищать его. Однако появившийся Виктор опять обращает кролика-оборотня в бегство.
В это время Громит в игрушечном аэроплане вступает в «воздушный» бой с собакой Виктора Филиппом. Выйдя из него победителем, он направляет аэроплан к Уоллесу в тот самый момент, когда Виктор стреляет в кролика-оборотня золотой морковкой, и принимает выстрел на корпус игрушечного самолёта. Самолёт не может по-настоящему летать и начинает быстро падать. Кролик в прыжке ловит его, чтобы самолёт с Громитом не разбился. Упав, кролик-оборотень превращается обратно в Уоллеса. Громит спасает его, дав понюхать кусок сыра «Зловонный епископ», который является любимым блюдом Уоллеса. Самого же Виктора Громит сажает в костюм крольчихи, и люди, приняв крольчиху за того самого кролика-оборотня, отправляются за ним в погоню.
Громит получает главный приз конкурса за проявленную храбрость, а Леди Тоттингтон преобразует территорию своего поместья в заповедник для кроликов.

## В ролях
| Актёр (актриса)     | Роль                               | Русский дубляж                                                     |
| ------------------- | ---------------------------------- | ------------------------------------------------------------------ |
| Питер Саллис        | Уоллес / Зая                       | Валерий Кухарешин[в источнике не указано соответствие актёра роли] |
| Рэйф Файнс          | Виктор Квотермейн                  | Валерий Соловьёв[в источнике не указано соответствие актёра роли]  |
| Хелена Бонэм Картер | леди Кампанула Тоттингтон          | Наталья Данилова[в источнике не указано соответствие актёра роли]  |
| Питер Кэй           | констебль полиции Альберт Макинтош | Игорь Шибанов[в источнике не указано соответствие актёра роли]     |
| Николас Смит        | падре Клемент Хеджес               | Валерий Никитенко[в источнике не указано соответствие актёра роли] |
| Лиз Смит            | миссис Компост                     |                                                                    |
| Джон Томсон         | мистер Уинлфелл                    |                                                                    |
| Марк Гэтисс         | миссис Подвой                      |                                                                    |
| Винсент Эбрахим     | мистер Каличи                      |                                                                    |
| Джеральдин Макьюэн  | мисс Трипп                         |                                                                    |
| Эдвард Келси        | мистер Гроубэг                     |                                                                    |
| Дикен Эшворт        | мистер Компост                     |                                                                    |
| Роберт Хорват       | мистер Тяпкер                      |                                                                    |
| Пит Аткин           | мистер Крок                        |                                                                    |
| Нони Льюис          | миссис Гирдлиг                     |                                                                    |

## Производство
Над мультфильмом трудилось в общей сложности 250 человек, производство заняло пять лет. В среднем в день мультипликаторам удавалось снять около 3 секунд качественного материала.
Для производства фильма потребовалось 2,8 тонны пластилина 42 цветов.
За каждый месяц съёмки тратилось около 20 кг клея.
Для того, чтобы покрыть весь диапазон эмоций и положений тела, существовало несколько версий каждого персонажа: так, для съёмок потребовалось 15 Леди Тоттингтон, 16 Викторов Квотермейнов, 35 Уоллесов и 43 Громита.
При создании мультфильма было решено отказаться от использования компьютерной графики. Тем не менее, около 700 кадров всё же содержат элементы цифровой обработки.
Весь задний фон в мультфильме нарисован вручную.

## Прокат
Наилучший результат в американском прокате — первое место во время уикенда 7—9 октября. В мировом прокате мультфильм заработал 192 млн долларов.

## Критика
Мультфильм получил премию «Оскар» как «лучший анимационный фильм 2005 года».
Очень высока оценка критиков — 95 % рейтинга на сайте Rotten Tomatoes с учётом 182 обзоров. Metacritic дал 87 баллов из 100 возможных на основании 38 рецензий.

## Видеоигра
В сентябре 2005 года по мотивам этого мультфильма была выпущена видеоигра для игровой консоли PlayStation 2 и Xbox с тем же названием — Wallace and Gromit: The Curse of the Were-Rabbit. Разработкой игры занимались Frontier Developments, Aardman Animations и компания Konami.